# Orville D. Baker
Orville Dewey Baker (* 23. Dezember 1847 in Augusta, Maine; † 16. August 1908 ebenda) war ein US-amerikanischer Anwalt und Politiker, der von 1885 bis 1888 Maine Attorney General war.

## Leben
Orville Dewey Baker war Sohn von Joseph Baker und Frances G Rogers. Auch sein Vater war Anwalt. Baker absolvierte seine Ausbildung am Bowdoin College und schloss diese im Jahr 1868 ab. Er arbeitete bei seinem Vater und besuchte im Anschluss die Harvard Law School, an welcher er mit Auszeichnung im Jahr 1872 seinen Abschluss machte. Im selben Jahr erhielt er seine Zulassung als Anwalt.
1883 erhielt er die Zulassung am United States Supreme Court. Als Mitglied der Republikanischen Partei war er von 1885 bis 1888 Maine Attorney General. Während seiner Amtszeit führte mehrere bedeutende Prozesse in der Strafverfolgung von Maine. Er war Rechtsberater der Maine Central Railroad, der Boston and Maine Railroad, der Western Union Telephone Company, der Hallowell Granite Works und weiterer Bedeutender Unternehmen der Stein-, Wald- und Wasserindustrie von Maine. Zum Zeitpunkt seines plötzlichen Todes war er der Vorsitzende der Anwaltsvereinigung von Maine.
Baker war nicht verheiratet. Er starb am 16. August 1908. Sein Grab befindet sich auf dem Forest Grove Cemetery in Augusta.